# Amizmiz
Amizmiz (Arabo: أمزميز) è una piccola città del Marocco, distante circa 50 chilometri da Marrakech. Sorge alle pendici delle montagne dell'Atlante.
È abitata in prevalenza dalla tribù berbera dei chleuh.
La città è stata storicamente sede di una cospicua comunità ebraica, che contava 593 membri nel 1951, emigrata in massa verso Israele e Francia negli anni 1950 e 1960.
Nel circondario è noto il mercato che vi si tiene settimanalmente.

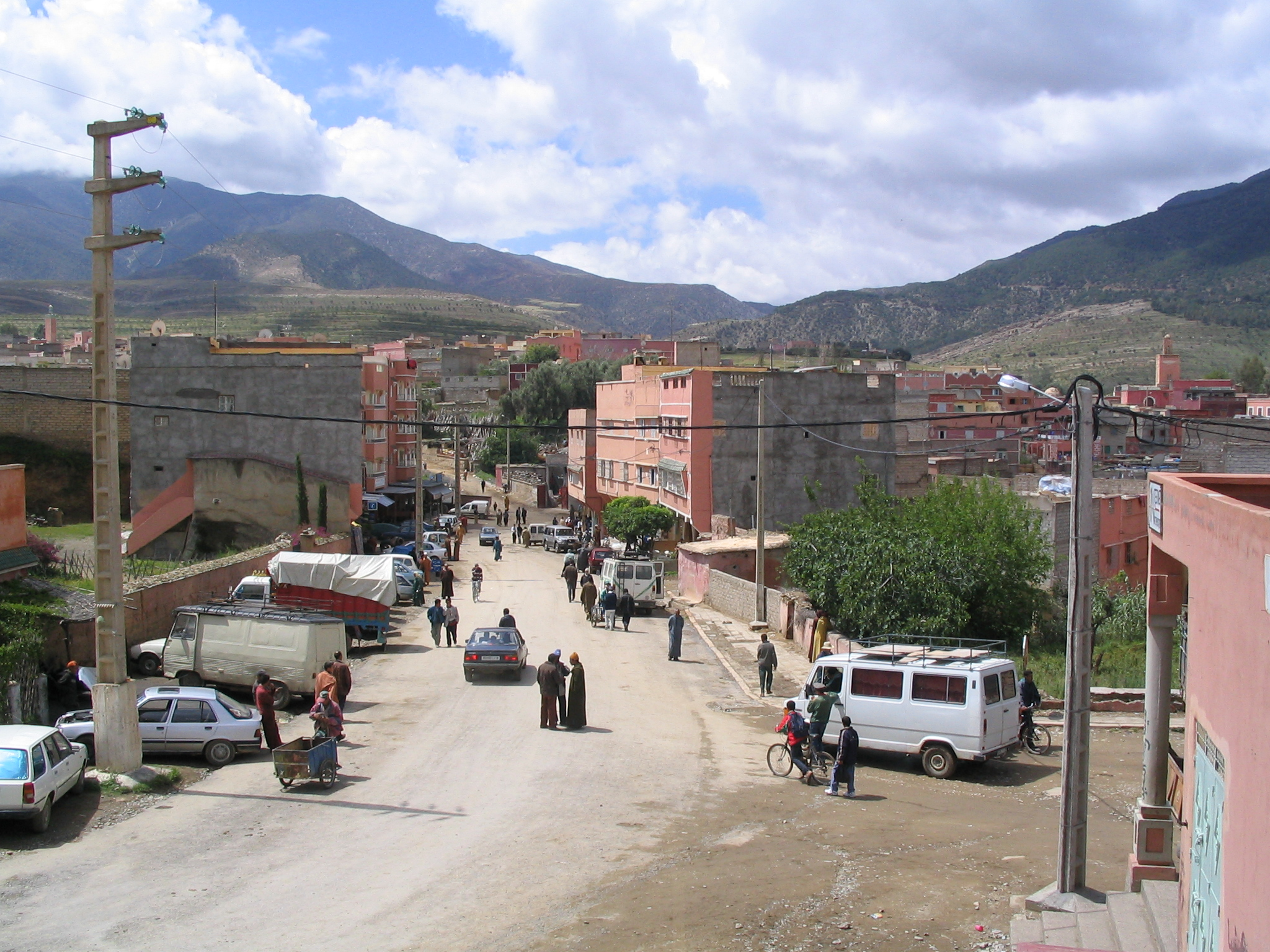
Strada cittadina